# 泊岸村

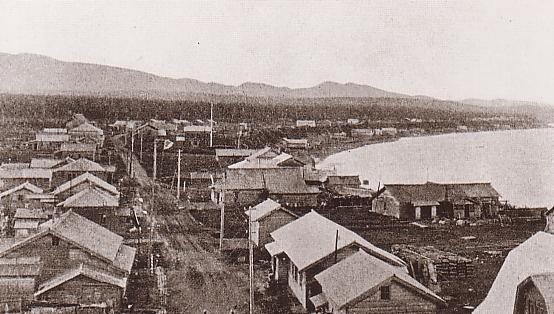
街景

泊岸村（日语：／ Tomarikishi mura */?）是日本統治下的樺太廳的一個已不存在的村。
名稱來自於阿伊努語的「tomari-kes」（港口末端）或「tomari-kes-nay-po」（港口末端的小河）。